# Campionati del mondo di corsa in montagna 2004
I Campionati del mondo di corsa in montagna 2004 si sono disputati a Sauze d'Oulx, in Italia, il 5 settembre 2004 sotto il nome di "World Trophy". Il titolo maschile è stato vinto da Jonathan Wyatt, quello femminile da Rosita Rota Gelpi.

## Uomini Seniores
Individuale
| Pos.    | Atleta            | Nazione       | Tempo  |
| ------- | ----------------- | ------------- | ------ |
| Oro     | Jonathan Wyatt    | Nuova Zelanda | 48'47" |
| Argento | Yohannes Tesfay   | Eritrea       | 50'04" |
| Bronzo  | Raymond Fontaine  | Francia       | 50'26" |
| 4       | Helmut Schiessl   | Germania      | 50'50" |
| 5       | Billy Burns       | Inghilterra   | 51'19" |
| 6       | Marco Gaiardo     | Italia        | 51'27" |
| 7       | Merid Teklemariam | Eritrea       | 51'31" |
| 8       | John Brown        | Inghilterra   | 51'39" |
| 9       | Marco De Gasperi  | Italia        | 51'42" |
| 10      | Ricardo Mejía     | Messico       | 51'48" |

Squadre
| Pos.    | Squadra  | Punti |
| ------- | -------- | ----- |
| Oro     | Italia   | 44    |
| Argento | Eritrea  | 66    |
| Bronzo  | Svizzera | 75    |

## Uomini Juniores
Individuale
| Pos.    | Atleta              | Nazione     | Tempo  |
| ------- | ------------------- | ----------- | ------ |
| Oro     | Mohamed Haben       | Eritrea     | 45'16" |
| Argento | Kiflom Weldemichael | Eritrea     | 45'42" |
| Bronzo  | Juan Carlos Carera  | Messico     | 46'07" |
| 4       | Biniam Tewelde      | Eritrea     | 46'21" |
| 5       | Bernard Dematteis   | Italia      | 46'54" |
| 6       | Iain Donnan         | Scozia      | 47'03" |
| 7       | Martin Urbanovsky   | Slovacchia  | 47'24" |
| 8       | Nihat Kaya          | Turchia     | 47'35" |
| 9       | Sedat Gonen         | Turchia     | 48'14" |
| 10      | Andrew Ellis        | Inghilterra | 48'17" |

Squadre
| Pos.    | Squadra | Punti |
| ------- | ------- | ----- |
| Oro     | Eritrea | 7     |
| Argento | Turchia | 29    |
| Bronzo  | Italia  | 30    |

## Donne Seniores
Individuale
| Pos.    | Atleta               | Nazione       | Tempo  |
| ------- | -------------------- | ------------- | ------ |
| Oro     | Rosita Rota Gelpi    | Italia        | 50'27" |
| Argento | Anna Pichrtova       | Rep. Ceca     | 50'37" |
| Bronzo  | Andrea Mayr          | Austria       | 50'52" |
| 4       | Antonella Confortola | Italia        | 51'04" |
| 5       | Tracey Brindley      | Scozia        | 51'16" |
| 6       | Svetlana Demidenko   | Russia        | 51'43" |
| 7       | Izabela Zatorska     | Polonia       | 51'57" |
| 8       | Shireen Crumpton     | Nuova Zelanda | 51'59" |
| 9       | Flavia Gaviglio      | Italia        | 52'18" |
| 10      | Petra Summer         | Austria       | 52'51" |

Squadre
| Pos.    | Squadra     | Punti |
| ------- | ----------- | ----- |
| Oro     | Italia      | 14    |
| Argento | Austria     | 49    |
| Bronzo  | Stati Uniti | 50    |

## Donne Juniores
Individuale
| Pos.    | Atleta              | Nazione             | Tempo  |
| ------- | ------------------- | ------------------- | ------ |
| Oro     | Yulia Mochalova     | Russia              | 26'40" |
| Argento | Lucija Krkoc        | Slovenia            | 28'11" |
| Bronzo  | Mateja Kosovelj     | Slovenia            | 29'48" |
| 4       | Dominika Wisniewska | Polonia             | 29'54" |
| 5       | Serena Pollazzon    | Italia              | 30'14" |
| 6       | Tatiana Makarova    | Russia              | 30'14" |
| 7       | Fatma Bati          | Turchia             | 30'27" |
| 8       | Sarah Tunstall      | Inghilterra         | 30'45" |
| 9       | Natalia Nemkina     | Russia              | 30'56" |
| 10      | Ana Markovic        | Serbia e Montenegro | 31'05" |

Squadre
| Pos.    | Squadra  | Punti |
| ------- | -------- | ----- |
| Oro     | Slovenia | 5     |
| Argento | Russia   | 7     |
| Bronzo  | Polonia  | 17    |

## Medagliere
| Posizione | Paese         | Oro | Argento | Bronzo | Totale |
| --------- | ------------- | --- | ------- | ------ | ------ |
| 1         | Italia        | 3   | 0       | 1      | 4      |
| 2         | Eritrea       | 2   | 3       | 0      | 5      |
| 3         | Slovenia      | 1   | 1       | 1      | 3      |
| 4         | Russia        | 1   | 1       | 0      | 2      |
| 5         | Nuova Zelanda | 1   | 0       | 0      | 1      |
| 6         | Austria       | 0   | 1       | 1      | 2      |
| 7         | Rep. Ceca     | 0   | 1       | 0      | 1      |
| 7         | Turchia       | 0   | 1       | 0      | 1      |
| 9         | Messico       | 0   | 0       | 1      | 1      |
| 9         | Polonia       | 0   | 0       | 1      | 1      |
| 9         | Francia       | 0   | 0       | 1      | 1      |
| 9         | Svizzera      | 0   | 0       | 1      | 1      |
| 9         | Stati Uniti   | 0   | 0       | 1      | 1      |